# Coralie Lassource
Coralie Lassource (Maisons-Laffitte, 1992. szeptember 1. –) világbajnok francia válogatott kézilabdázó, balszélső. Jelenleg a Brest és a francia válogatott játékosa.

## Pályafutása

### Klubcsapatokban
Coralie Lassource az Issy-Paris Handban kezdte pályafutását. 2013-ban Ligakupa-győztes volt a csapattal, amellyel két európai kupadöntőt is játszott, de 2013-ban a Kupagyőztesek Európa-kupája, majd egy év múlva a Challenge Cup fináléját is elvesztette a párizsiakkal. 2016 szeptemberében a 2015-2016-os szezon legjobb védekező játékosának választották.
A következő idény végén a francia élvonal legjobb balszélsője lett. 2017 nyarán a magyar élvonalban szereplő Érd NK igazolta le. A 2017–2018-as szezonban 32 tétmérkőzésen 60 gólt szerzett a csapat színeiben. 2019 januárjában hivatalossá vált, hogy két idényt követően távozik Magyarországról és a Brest Bretagne Handball játékosa lesz.

### A válogatottban
A francia válogatottban 2015-ben mutatkozott be, részt vett az az évi világbajnokságon is. A 2016-os olimpián izomsérülés miatt nem vett részt.

### Sikerei, díjai
Issy-Paris
- Kupagyőztesek Európa-kupája döntősː 2012-2013
- Challenge Cup döntősː 2013-2014
- Francia Ligakupa-győztesː 2012-2013
- Francia Kupa döntősː 2013-2014, 2016-2017
- A francia bajnokság legjobb védekező játékosaː 2016[2]
- A francia bajnokság legjobb balszélsőjeː 2017[3]
- Junior világbajnokː 2012[9]